# Banten (ville)
Pour les articles homonymes, voir Banten et Bantam.
Banten, parfois orthographiée Bantam, est une ville d'Indonésie située sur la côte nord de la province du même nom, qui forme la partie occidentale de l'île de Java.

## Histoire
Jusqu'au début du XVIe siècle, Banten est l'un des deux ports du royaume sundanais de Pajajaran, dont la capitale, Pakuan, se trouve à l'intérieur des terres, à l'emplacement de la ville actuelle de Bogor.
Au XVIe siècle, le sultanat de Banten est puissant et prospère. Les Européens le connaissaient sous le nom de Bantam. C'est à Banten que les Anglais et les Hollandais débarquent pour la première fois à Java sans toutefois impressionner beaucoup de monde tant la ville est accoutumée au commerce avec les Arabes, les Indiens, les Malais, les Perses ou les Chinois. Ces derniers commandent d'ailleurs des quantités de poivre qui font passer les Hollandais pour de petits boutiquiers mesquins.

## Géographie

### Démographie
Une importante communauté chinoise est établie à Banten.

## Économie

### Tourisme
Le principal site de Banten est la Grande Mosquée ou Mesjid Agung, construite en 1559 par le fils du sultan Hassanudin.
À l'opposé de la mosquée par rapport à la grande place centrale ou alun-alun se trouvent les vestiges du palais royal Surosowan, construit par Hendricks Lucas Cardil, un Hollandais, et détruit par un prince de la famille royale. Le palais fut reconstruit, mais les Hollandais le détruisirent de nouveau en 1832.
Sur la route en direction de Serang au sud de Banten, non loin du Surosowan, se trouve le palais Kaibon (littéralement, « résidence de la mère »), en partie restauré.
Au nord-ouest de la mosquée se trouvent les ruines du fort Speelwijk, construit par les Hollandais en 1682, d'où l'on aperçoit la mer.
Non loin du fort se trouve le vieux temple chinois. Vieux de 200 ans[précision nécessaire], il a été rénové et est toujours utilisé.